# كولن باول (لاعب كرة قدم)
كولن باول (بالإنجليزية: Colin Powell)‏ (7 يوليو 1948 في المملكة المتحدة - ) هو لاعب كرة قدم بريطاني في مركز الوسط. لعب مع تشارلتون أثلتيك ونادي بارنت.